# Агоне (Еро)
Агоне (фр. Agonès) је насеље и општина у јужној Француској у региону Лангдок-Русијон, у департману Еро која припада префектури Монпелије.
По подацима из 2011. године у општини је живело 239 становника, а густина насељености је износила 57,45 становника/km². Општина се простире на површини од 4,16 km². Налази се на средњој надморској висини од 150 метара (максималној 323 m, а минималној 119 m).

## Демографија
| 1962. | 1968. | 1975. | 1982. | 1990. | 1999. | 2011. |
| ----- | ----- | ----- | ----- | ----- | ----- | ----- |
| 48    | 68    | 77    | 99    | 131   | 179   | 239   |

График промене броја становника у току последњих година